# Mamoun Abu Shahla
Pour les articles homonymes, voir Abu Shahla.
Mamoun Abu Shahla (en arabe : مأمون أبو شهلا) a été ministre du Travail en Palestine entre 2014 et 2019.